# 瓣鳞花科
瓣鳞花科共有4属，约90种，分布于热带和温带地区的沿海或盐碱地区。中国有1属—瓣鳞花属（Frankenia），1种—瓣鳞花（Frankenia pulverulenta Linn. ），分布于新疆、甘肃和内蒙西部。本科植物皆为草本或小灌木；茎如铁丝，通常铺散；叶小，叶对生，无托叶，坚硬，常有腺点；小花辐射对称，两性，单生或排成聚伞花序，花萼常有腺毛。
本科植物和柽柳科的亲缘很近，生长的条件也相似。1981年的克朗奎斯特分类法将这两科列入堇菜目，1998年根据基因亲缘分类的APG 分类法将这两科都列入石竹目。